# Provespa
Provespa ist eine Gattung der Echten Wespen mit Verbreitung im tropischen Ostasien. Sie umfasst drei Arten.

## Merkmale
Die Wespen erreichen eine Länge von etwa 11 bis 20 Millimetern. Sie sind von einheitlich gelblichbrauner Farbe, nur der Clypeus ist manchmal gelb gefärbt. Der Kopf ist im Verhältnis zur Körpergröße relativ klein, mit kurzem Scheitel und engen Schläfen. Auffallend sind die ungewöhnlich großen Ocellen. Die hinteren Ocellen liegen dabei näher zu den jeweiligen Komplexaugen als zueinander, ihr Abstand von den Komplexaugen ist etwa gleich groß wie derjenige zum Hinterhaupt. Das erste Segment des freien Hinterleibs ist becherförmig, sein Tergit nach vorn konvex verengt.

## Verbreitung
Die Provespa-Arten leben in Südostasien, von Südost-Indien und Südchina (Yunnan, Guangxi) über die hinterindische Halbinsel (Myanmar, Thailand, Laos, Vietnam, Malaysia) bis zu den Inseln Sumatra, Borneo und Java. Einige Angaben weitab der sonstigen Verbreitung von Sulawesi und aus Australien (Queensland) beruhen auf Sammlungsmaterial und gelten als zweifelhaft (mögliche Etiketten- oder Fundortverwechslung oder Verschleppung von Einzeltieren durch Schiffstransport).

## Biologie und Lebensweise
Die Provespa-Arten leben in Wäldern, vom tropischen Tiefland bis in Gebirgslagen von etwa 2000 Meter Höhe. Sie sind nachtaktiv und damit eine Ausnahmeerscheinung unter den sozialen Faltenwespen. Streng nachtaktiv ist außer ihnen nur noch die Feldwespen-Gattung Apoica. Die Aktivität setzt ein mit Sonnenuntergang, etwa drei Stunden später wird das Aktivitätsmaximum erreicht. Die Wespen kehren mit Tagesanbruch zum Nest zurück, in dem sie die hellen Stunden verbringen. Nur der Nesteingang wird von einigen Wächtern bewacht. Wird das Nest angegriffen, wird das gesamte Volk aktiv und attackiert als kollektiver Schwarm den Eindringling. Die Wespen werden nachts von künstlichen Lichtquellen angelockt und dringen deshalb oft in Häuser ein, wo sie dann recht lästig werden können.
Die Arten bauen frei hängende Nester im Laubwerk von Bäumen und Büschen, in etwa einem, selten bis zu zehn Meter Höhe. Provespa anomala baut selten auch Nester in Hohlräume wie zum Beispiel Baumhöhlen. Die Nester bestehen, wie typisch für Vespidae, aus waagrecht angeordneten Wabentellern, die übereinander von einer gemeinsamen, isolierenden Nesthülle umgeben sind. Die papierartige Masse aus zerkautem Holz, die zum Bau verwendet wird, enthält bei der Gattung viele lange Pflanzenhaare und Fasern. Die Nesthülle wirkt glatt und einheitlich, ohne markante Strukturen wie Zuwachsstreifen. Ein ausgewachsenes Nest erreicht etwa 15 bis 20 Zentimeter Durchmesser bei 17 bis 22 Zentimetern Höhe, mit vier bis sechs Waben, mit 2000 bis 2500 Zellen, die aber immer mehrfach hintereinander genutzt werden. Die Hülle ist sehr stabil und wasserfest. Das Nest hat eine Lebensdauer von etwa sieben bis zehn Monaten. In der zweiten Hälfte der Lebensdauer werden neben Arbeiterinnen die Geschlechtstiere (Drohnen und Jungköniginnen) herangezogen. Jedes Nest besitzt eine Königin und bis zu 700 Arbeiterinnen.
Soweit bekannt, werden bei Provespa neue Kolonien durch Schwärmen begründet (die Gründung bei Provespa nocturna wurde noch nicht beobachtet). Ausgewachsene Kolonien produzieren zuerst Männchen (Drohnen) und wenig später in besonders großen Zellen etwa 10 bis 30 Jungköniginnen, die eine Zeitlang mit im Nest leben. Jede Jungkönigin verlässt das Nest individuell, begleitet von einigen Dutzend Arbeiterinnen, und begründet an neuer Stelle mit diesen ein neues Nest.

## Systematik
Es sind drei Arten bekannt:
- Provespa anomala (De Saussure, 1854). Borneo, Sumatra, West-Java, Malaiische Halbinsel
- Provespa barthelemyi (Du Buysson, 1905). Südostasiatisches Festland
- Provespa nocturna Van der Vecht, 1935. Borneo, Sumatra, Süden der Malaiischen Halbinsel (südlich des Isthmus von Kra), eine Angabe für Vietnam gilt als unglaubwürdig.

Damit kommen nur in Malaysia alle drei Arten der Gattung nebeneinander vor.
Nach einer kombinierten Analyse sind Provespa anomala und Provespa nocturna Schwesterarten.
Die Stellung der Gattung innerhalb der Vespinae ist noch nicht mit Sicherheit geklärt. Möglicherweise sind sie Schwestergruppe der Gattung Vespa. Eine ältere Analyse sah sie als Schwestergruppe zu den Gattungen Vespula und Dolichovespula.